# Holiday Lakes
Holiday Lakes – miasto w Stanach Zjednoczonych, w stanie Teksas, w hrabstwie Brazoria.